# Becquerel (unitat)
El becquerel, de símbol Bq, és la unitat de mesura de l'activitat radioactiva {\displaystyle A} del sistema internacional d'unitats. Es tracta d'una unitat derivada que es defineix com el nombre de desintegracions nuclears que ocorren en una certa quantitat d'una substància durant un segon.
El becquerel només mesura el nombre de desintegracions per segon, la perillositat d'aquesta activitat radioactiva dependrà de l'energia i de la natura de les partícules emeses.

## Etimologia

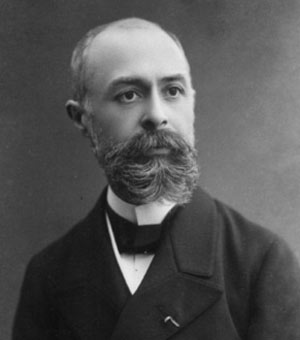
Antoine Henri Becquerel

El becquerel fou adoptat com a unitat de mesura de l'activitat radioactiva a la 15a Conferència General de Pesos i Mesures el 1975 (resolució núm. 8). El seu nom fa honor al físic francès Antoine Henri Becquerel (1852-1908) que, l'any 1896, descobrí accidentalment una nova propietat de la matèria que, posteriorment, fou anomenada radioactivitat. Aquest descobriment tengué lloc durant la seva investigació sobre la fluorescència. El 1903 rebé el Premi Nobel de Física per aquest treball, conjuntament amb Pierre Curie i Marie Curie, que descobriren que era un fenomen atòmic.

## Equivalències
Un becquerel és una desintegració (adimensional) en un segon, és a dir:
1 Bq = 1/s = 1 s−1
Una altra unitat, més antiga i molt major, és el Curie, Ci, que pren el nom en honor de Marie i Pierre Curie i que encara es fa servir tradicionalment en alguns sectors, on és una unitat més còmoda que el becquerel.
- 1 Ci = 3,7×10¹⁰ Bq

## Càlcul de l'activitat en becquerels
Per una massa determinada {\displaystyle m} (en grams) d'un radioisòtop de massa molar {\displaystyle M} i període de semidesintegració {\displaystyle t_{1/2}}, l'activitat radioactiva {\displaystyle A} es pot calcular usant la fórmula:
{\displaystyle A={\frac {m\,N_{A}\ln(2)}{M\,t_{1/2}}}}
on {\displaystyle N_{A}}= 6,022 141 79(30)×1023 és la constant d'Avogadro i {\displaystyle \ln } representa el logaritme neperià.
Per exemple, un kilogram de potassi conté 0,012 % de 40K (0,12 g, tots els altres isòtops són estables) és {\displaystyle t_{1/2}} d'1,248×109 anys = 39,38388×1015 segons, i té una massa molar de 39,96399848 g mol−1, s'obté una activitat radioactiva de 31,825 kBq.

## Altres unitats
Les unitats que mesuren la dosi de radiació absorbida pels éssers vius són el gray (dosi absorbida, només quantitat física) i el sievert (dosi equivalent, quantitat i efectes sobre els organismes).